# Amerikascherenschnabel
Der Amerikascherenschnabel (Rynchops niger), auch Amerikanischer Scherenschnabel oder Schwarzmantel-Scherenschnabel genannt, ist ein amerikanischer Vogel aus der Ordnung der Regenpfeiferartigen (Charadriiformes).

## Merkmale
Der 45 cm lange Amerikascherenschnabel ist ein großer möwenähnlicher Vogel mit großem Kopf, langen Flügeln, kurzem Schwanz, roten Beinen und sehr langem, schwarzen Schnabel mit roter Basis. Der Unterschnabel ist deutlich länger als der Oberschnabel.
Das Gefieder ist oberseits dunkelbraun oder schwarz. Stirn, Unterseite und die Hinterränder der Flügel sind weiß.

## Vorkommen und Subspezies
Folgende Unterarten werden unterschieden:
- R. n. niger Linnaeus, 1758[3] – entlang der Küsten der USA (Süd Kalifornien, Massachusetts bis Texas) und Mexiko bis Panama
- R. n. cinerascens Spix, 1825[4] – entlang der Küste von Kolumbien bis zur Amazonasmündung und zum Golf von Guayaquil, entlang des Orinoko und Amazonas bis Bolivien und Nordwestargentinien
- R. n. intercedens Saunders, H, 1895[5] – entlang größerer Flüsse in Ostbrasilien, Paraguay, Uruguay und Nordostargentinien

## Verhalten
Der Amerikascherenschnabel ernährt sich hauptsächlich von Fisch, den er – dicht über dem Wasser fliegend – mit dem Unterschnabel im Wasser herauszufangen sucht.

## Etymologie und Forschungsgeschichte
Die Erstbeschreibung des Amerikascherenschnabels erfolgte 1758 durch Carl von Linné unter dem wissenschaftlichen Namen Rynchops nigra. Als Verbreitungsgebiet gab er pauschal Amerika an. Mit der Art führte er außerdem die Gattung Rynchops ein. Der Begriff leitet sich vom griechischen ῥυγχος rhunchos für Schnabel und κοπτω coptō für abgeschnitten ab. Der Artname bedeutet lateinisch niger ‚schwarz‘. Cinerascens leitet sich von lateinisch cinerescens, cinerescentis, cinerescere, cinis, cineris ‚aschfarben, in Ache verwandeln, Asche‘, intercedens lateinisch intercedens, intercedentis, intercedere ‚zwischengeschaltet, dazwischen kommen‘. Rynchops niger oblita Griscom, 1935 wird heute als Synonym zur Nominatform betrachtet, Rynchops niger intermedia Rendahl, 1919 ein Synonym für R. n. cinerascens. Intermedia leitet sich von lateinisch intermedius ‚dazwischen‘, oblita von lateinisch oblitus, oblivisci ‚vergessen‘ ab. Alfred Laubmann hebt in seinem Werk Die Vögel von Paraguay erneut die weiße Flügelbinde als Unterscheidungsmerkmal der Unterart R. n. intercedens hervor.

## Gefährdungssituation
Der Amerikascherenschnabel gilt als nicht gefährdet (Least Concern).